# Carlos José Robayo Escobar
Carlos José Robayo Escobar, conosciuto anche come Guacamayo (...), è un criminale narcotrafficante colombiano ed uno dei pilastri del cartello di Norte del Valle.
È ritenuto il braccio destro del boss Diego León Montoya Sánchez, alias Don Diego, e responsabile per la sua sicurezza. È stato per anni al comando dei Los Machos, un gruppo di sicari che si è contrapposto ai Los Rastrojos, banda criminale che appoggia Wilber Varela, contro il quale Don Diego è entrato in guerra perché ritenuto un traditore.
Carlos José è ritenuto, insieme a suo fratello Mamoncillo, essere uno dei capi dei  Los Guacamayos, una vecchia banda criminale che ha imperversato per anni a Jamundí e in tutta la Valle del Cauca.
Fu catturato il 18 marzo del 2005 a Bogotà, in Colombia.